# Palaeorhiza viridifrons
Palaeorhiza viridifrons är en biart som beskrevs av Cockerell 1921. Palaeorhiza viridifrons ingår i släktet Palaeorhiza och familjen korttungebin. Inga underarter finns listade i Catalogue of Life.